# 빌리 가델
빌리 가델(Billy Gardell, 1969년 8월 20일 ~ )은 미국의 배우, 스탠드업 코미디언이다.

## 출연 작품
- 원스 어폰 어 타임 인 베니스 (2017)
- 언드래프티드 (2016)
- 댄서 앤 더 데임 (2015)
- 저지 보이스 (2014)
- 아이스 에이지: 어 매머드 크리스마스 (2011)
- 디 워 (2007)
- 룸 6 (2006)
- 나쁜 산타 (2003)
- 어벤징 안젤로 (2002)

### 텔레비전
- 저징 에이미 (2000)
- 예스, 디어 (2001-06)
- 더 레이트 레이트 쇼 위드 크레이그 퍼거슨 (2010-15)
- 마이크 앤 몰리 (2010-16)